# Duangta Kongthong
Duangta Kongthong (taj. ดวงตา คงทอง; ur. 25 lipca 1982), znana pod pseudonimem artystycznym Tukkata (taj. ตุ๊กตา) – tajska piosenkarka i autorka tekstów wykonująca muzykę w stylu luk thung. Ukończyła studia na Uniwersytecie Kanchanaburi Rajabhat, gdzie uzyskała stopień bakalaureata. Zaczęła śpiewać w 3. klasie szkoły i w trakcie swojej kariery zdobyła wiele nagród, m.in. Golden Garland Award (2002).